# Подрадковиці
Подрадковиці (пол. Podradkowice) — село в Польщі, у гміні Павлув Стараховицького повіту Свентокшиського воєводства.
У 1975-1998 роках село належало до Келецького воєводства.